# Cylinder formowy
Cylinder formowy – bęben w rotacyjnych maszynach drukarskich. W technice druku wypukłego lub płaskiego na cylindrze formowym znajduje się forma drukowa gięta lub zaokrąglona, która w zależności od techniki druku może być prawo- lub lewoczytelna. W technice drukowania wklęsłego jest bezpośrednio formą drukową.